# Liste d'élections en 1968
Chronologie des élections
- 1964
- 1965
- 1966
- 1967
- 1968
- 1969
- 1970
- 1971
- 1972

Cette liste recense les élections organisées durant l'année 1968. Elle inclut les élections législatives et présidentielles nationales dans les États souverains, ainsi que les référendums.

## Commentaires généraux
Les élections dans les années 1960 comprennent des élections libres et multipartites dans les États démocratiques indépendants ; des élections préparant des colonies à l'indépendance dans le cadre de la décolonisation ; mais aussi des semblants d'élection dans des États sous régime dictatorial. Dans le contexte de la Guerre froide, ces derniers peuvent être des États socialistes membres du bloc de l'Est et donc subordonnés à l'Union soviétique, des dictatures militaires de droite alignées auprès des États-Unis, ou encore des États autoritaires africains nouvellement indépendants et appartenant à divers courants idéologiques, de droite comme de gauche.
Parmi les États démocratiques, quatre connaissent une alternance au pouvoir à la suite d'élections en 1968. C'est le cas du Danemark (en janvier), où une coalition de centre-droit succède aux sociaux-démocrates. Aux États-Unis, les démocrates perdent la présidence de la fédération au profit du républicain Richard Nixon lors des élections du mois de novembre, mais conservent la majorité aux deux chambres du Congrès. De même au Venezuela, lors des élections en décembre, la gauche demeure le premier parti au Congrès mais perd la présidence de la République, remportée par le candidat de centre-droit Rafael Caldera. À Panama, la droite nationaliste de l'ancien dictateur Arnulfo Arias remporte les élections législatives et présidentielle du mois de mai. Son nouveau gouvernement est toutefois immédiatement renversé par un coup d'État militaire. 
Dans les États dictatoriaux, des simulacres d'élections à parti unique ont lieu dans deux jeunes États africains, sans aucune opposition possible : en Guinée (janvier), et au Sénégal (février). L'opposition ne peut pas non plus participer de manière significative aux élections qui ont lieu dans des dictatures militaires de droite en Amérique latine, que ce soit au Paraguay d'Alfredo Stroessner en février ou au Salvador en mars. En Grèce, les électeurs sont contraints d'approuver par référendum le début de la « dictature des colonels », au mois de novembre. 
Enfin, dans les empires coloniaux, des élections démocratiques se déroulent à Nauru (colonie australienne) quelques jours avant l'indépendance de ce micro-État en janvier. La Guinée équatoriale connaît des élections législatives et présidentielles en septembre, remportées par Francisco Macías Nguema, et accède à l'indépendance vis-à-vis de l'Espagne le mois suivant. Si Nauru demeure ensuite une démocratie parlementaire, la Guinée équatoriale sombre dans une dictature particulièrement sanglante.

## Par mois

### Janvier
| Date        | Pays     | Élections                      | Contexte | Résultats |
| ----------- | -------- | ------------------------------ | --- | --- |
| 1er janvier | Guinée   | Législatives et présidentielle | La Guinée à cette date est un État à parti unique. Les autorités présentent une liste unique de candidats aux élections législatives, et un candidat unique à la présidentielle ; les citoyens sont appelés à les approuver. | Les candidats du Parti démocratique (socialisme africain) aux législatives sont approuvés officiellement par 100 % des votants, tandis qu'Ahmed Sékou Touré est réélu président de la République avec officiellement un taux d'approbation de 100 %.                                                                                            |
| 23 janvier  | Danemark | Législatives                   | | Parlement sans majorité. Les Sociaux-démocrates conservent leur majorité relative des sièges. C'est néanmoins Hilmar Baunsgaard (Parti social-libéral) qui devient premier ministre, parvenant à former un gouvernement de coalition de centre-droit avec le Parti populaire conservateur et le parti Venstre (libéral-conservateur, agrarien). |
| 26 janvier  | Nauru    | Législatives                   | Élection du Parlement qui siègera au moment de l'indépendance du pays (jusque lors sous souveraineté australienne). Il n'existe pas de partis politiques.                                                                    | Tous les députés sont élus sans étiquette. Ils siègent pour la première fois le 31 janvier, jour de la proclamation de l'indépendance du pays, et élisent Hammer DeRoburt à la présidence de la République. |

### Février
| Date       | Pays     | Élections                      | Contexte | Résultats |
| ---------- | -------- | ------------------------------ | --- | --- |
| 11 février | Paraguay | Législatives et présidentielle | Malgré un semblant de démocratie, le Paraguay demeure un régime autoritaire et répressif, où le parti au pouvoir domine tous les aspects de la société, et où sévit un culte de la personnalité.                              | Le Parti colorado (droite, seul parti autorisé jusqu'en 1962) conserve la majorité absolue des sièges dans les deux chambres. Le général Alfredo Stroessner (Parti colorado) est réélu président de la République avec 71,6 % des voix devant trois autres candidats. |
| 25 février | Chypre   | Présidentielle                 | | L'archevêque Makarios III (sans étiquette, proche du Parti démocrate : chrétien-démocrate, centre-droit) est réélu avec 96,3 % des voix, face à Takis Evdokas (Parti national démocratique : extrême-droite, favorable au rattachement de Chypre à la Grèce).         |
| 25 février | Sénégal  | Législatives et présidentielle | Le Sénégal à cette date est un État à parti unique. Les autorités présentent une liste unique de candidats aux élections législatives, et un candidat unique à la présidentielle ; les citoyens sont appelés à les approuver. | Les candidats du parti Union progressiste (socialisme africain) aux législatives sont approuvés officiellement par 99,5 % des votants, tandis que Léopold Sédar Senghor est réélu président de la République avec officiellement un taux d'approbation de 99,4 %.     |

### Mars
| Date    | Pays     | Élections    | Contexte | Résultats |
| ------- | -------- | ------------ | --- | --- |
| 13 mars | Salvador | Législatives | Le Salvador à cette date est une dictature militaire. Une opposition politique chrétienne-démocrate est toutefois autorisée. | Le Parti de la conciliation nationale (droite, parti lié à la dictature militaire) conserve la majorité absolue des sièges. |
| 15 mars | Maldives | Référendum   | Les citoyens sont invités à choisir entre le maintien du sultanat, ou son abolition en faveur d'une république. | L'option d'une république est choisie par 81,2 % des votants. Une élection présidentielle a lieu en septembre, et la république est proclamée le 11 novembre. |
| 17 mars | Colombie | Législatives | C'est la période du Front national. Cet accord, qui a mis fin à la guerre civile, octroie par avance la moitié des sièges au Parti conservateur, et la moitié au Parti libéral. Les autres partis (notamment le Parti communiste) ne sont plus autorisés à participer aux élections, à moins de pouvoir présenter des candidats sous l'étiquette d'un des deux grands partis. Les élections deviennent une compétition entre les différentes factions des deux partis qui se partagent le pouvoir. | Comme prévu par l'accord, les conservateurs et les libéraux conservent chacun la moitié des sièges dans les deux chambres. |
| 24 mars | Monaco   | Législatives | | Le parti Union nationale et démocratique (droite), qui disposait de tous les sièges sauf un, remporte cette fois tous les sièges. Paul Demange (sans étiquette) demeure ministre d'État (chef du gouvernement).                                                       |
| 31 mars | Belgique | Législatives | Élections anticipées, l'affaire de Louvain ayant provoqué la fracture de la majorité gouvernementale. | Parlement sans majorité. Le Parti social-chrétien (centriste, démocrate-chrétien) conserve la majorité relative dans les deux chambres. Gaston Eyskens (social-chrétien) devient premier ministre, à la tête d'un gouvernement de coalition avec le Parti socialiste. |
| 31 mars | Dahomey  | Référendum   | Des propositions de réformes constitutionnelles sont soumises à l'approbation des citoyens. Il s'agit notamment d'instituer un régime présidentiel. | Les réformes sont approuvées par 92,2 % des votants. Une élection présidentielle a lieu au mois de mai. |

### Avril
| Date               | Pays               | Élections    | Contexte | Résultats |
| ------------------ | ------------------ | ------------ | --- | --- |
| 6 avril            | Allemagne de l'Est | Référendum   | Les citoyens sont appelés à approuver une nouvelle Constitution. Celle-ci fait formellement du pays un État socialiste sous la direction du Parti socialiste unifié. | La nouvelle Constitution est approuvée officiellement par 96,4 % des votants.                                                                                            |
| 24 mars au 7 avril | Liban              | Législatives | Les sièges sont répartis par quotas entre les différentes communautés religieuses, la plupart revenant à diverses communautés chrétiennes. | Parlement sans majorité. La plupart des députés sont élus sans étiquette. Abdallah al-Yafi (sans étiquette, sunnite) demeure premier ministre.                           |
| 12 avril           | Soudan             | Législatives | 1er tour | - |
| 19 avril           | Singapour          | Législatives | Premières élections après l'indépendance du pays en 1965. La plupart des partis d'opposition boycottent le scrutin, refusant de reconnaître la légitimité de la décision du gouvernement de détacher Singapour de la fédération de Malaisie. Dans presque toutes les circonscriptions, le candidat du gouvernement est le seul candidat ; le gouvernement a donc remporté ces élections avant même qu'elles ne soient tenues. | Le Parti d'action populaire (conservateur, libéral sur le plan économique, laïc, multi-ethnique) remporte la totalité des sièges. Lee Kuan Yew demeure premier ministre. |

### Mai
| Date    | Pays      | Élections                      | Contexte | Résultats |
| ------- | --------- | ------------------------------ | --- | --- |
| 1er mai | Îles Cook | Législatives                   | Les îles Cook sont un État autonome en libre association avec la Nouvelle-Zélande.                                                                                            | Le Parti des îles Cook (centriste, progressiste) conserve la majorité absolue des sièges. Albert Henry demeure premier ministre. |
| 2 mai   | Soudan    | Législatives                   | 2d tour | Parlement sans majorité. Le Parti unioniste démocrate (conservateur, laïc) remporte une majorité relative des sièges. Il forme un gouvernement de coalition avec le Parti de l'oumma (centriste, démocrate-musulman), permettant à Muhammad Ahmad Mahgoub (Parti de l'oumma) de rester premier ministre. Le gouvernement est renversé par un coup d'État militaire un an plus tard. |
| 5 mai   | Dahomey   | Présidentielle                 | Ces élections visent à restaurer un régime démocratique, après deux ans de régime militaire censés assurer la stabilité du pays. Les partis politiques ne sont pas autorisés. | Basile Adjou Moumouni remporte 84,0 % des voix, face à quatre autres candidats. D'importantes manifestations ont toutefois empêché de nombreux électeurs de voter. Le taux de participation n'étant que de 26 %, le résultat est annulé et une nouvelle élection a lieu en juillet. |
| 12 mai  | Panama    | Législatives et présidentielle | | Alternance. La coalition « Union nationale » (comprenant notamment le Parti panamiste (droite nationaliste et populiste) et le Parti républicain (droite)) remporte une majorité absolue des sièges. Son candidat Arnulfo Arias, ancien dictateur raciste et antisémite durant les années 1940, est élu président de la République avec 54,7 % des voix, face à deux autres candidats. Il est renversé par un coup d'État militaire onze jours après sa prise de fonction, marquant le début d'une junte. |
| 19 mai  | Italie    | Parlementaires                 | Ces élections se déroulent dans un contexte de mouvements de protestation étudiants.                                                                                          | Parlement sans majorité. Le parti Démocratie chrétienne (centriste) conserve la majorité relative dans les deux chambres. Le Parti communiste consolide sa deuxième place. Le chrétien-démocrate Giovanni Leone devient président du Conseil (premier ministre), à la tête d'un gouvernement minoritaire. Il démissionne en décembre. Mariano Rumor, membre de l'aile gauche de Démocratie chrétienne, lui succède, à la tête cette fois d'un gouvernement de coalition avec le Parti socialiste, le Parti social-démocrate (centre-gauche), et le Parti républicain (centriste). C'est la coalition dite « Centre-gauche organique ». |

### Juin
| Date          | Pays     | Élections      | Contexte | Résultats |
| ------------- | -------- | -------------- | --- | --- |
| 2 juin        | Équateur | Présidentielle | | José María Velasco Ibarra (Fédération nationale vélasquiste : conservateur) est élu avec 32,8 % des voix devant quatre autres candidats, dont le libéral Andrés Córdova (31,0 %) et le social-chrétien Camilo Ponce Enríquez (30,4 %), tous deux comme lui anciennement présidents. Il succède au conservateur Otto Arosemena.                                                   |
| 25 juin       | Canada   | Législatives   | | Porté par la « trudeaumanie », le Parti libéral, qui disposait d'une majorité relative des sièges, remporte cette fois la majorité absolue. Pierre Trudeau demeure premier ministre. |
| 23 et 30 juin | France   | Législatives   | Ces élections se déroulent à la suite des manifestations et grèves générales de « Mai 68 ». Le président Charles de Gaulle a dissous l'Assemblée nationale et convoqué des élections anticipées. | La droite progresse nettement. L'Union pour la défense de la République (gaulliste) remporte à elle seule la majorité absolue des sièges ; l'alliance des partis de droite et de centre-droit dans son ensemble obtient une majorité écrasante. Les communistes et les socialistes perdent chacun la moitié de leurs sièges. Maurice Couve de Murville devient premier ministre. |
| 30 juin       | Islande  | Présidentielle | Le président sortant Ásgeir Ásgeirsson ne se représente pas. | Kristján Eldjárn (sans étiquette, archéologue de renom) est élu avec 65,6 % des voix face à l'ancien ministre des Finances Gunnar Thoroddsen (Parti de l'indépendance : conservateur). |

### Juillet
| Date       | Pays          | Élections      | Contexte | Résultats |
| ---------- | ------------- | -------------- | --- | --- |
| 4 juillet  | Liechtenstein | Référendum     | Les citoyens sont invités à se prononcer pour ou contre l'introduction du droit de vote des femmes. Les hommes et les femmes votent séparément. Le référendum a une valeur consultative uniquement. | Les femmes se prononcent en faveur du suffrage féminine à seulement 50,5 % ; les hommes se prononcent contre à 60,2 %. La proposition est donc rejetée par 54,5 % des votants. Elle sera à nouveau rejetée par référendum trois ans plus tard, avant d'être approuvée par référendum en 1984. |
| 28 juillet | Dahomey       | Présidentielle | L'élection prend la forme d'un plébiscite. Le régime militaire propose un unique candidat, que les citoyens sont invités à approuver.                                                               | Émile Derlin Zinsou est élu avec un taux d'approbation de 76,4 %. |

### Août
| Date               | Pays               | Élections  | Contexte | Résultats |
| ------------------ | ------------------ | ---------- | --- | --- |
| 22 et 29 septembre | Guinée équatoriale | Référendum | Les habitants de cette colonie espagnol sont appelés à approuver une Constitution en vue de l'indépendance du pays. | La Constitution est approuvée par 64,3 % des votants. Elle permet la tenue d'élections législatives et présidentielle le mois suivant. |

### Septembre
| Date               | Pays               | Élections                      | Contexte | Résultats |
| ------------------ | ------------------ | ------------------------------ | --- | --- |
| 15 septembre       | Suède              | Législatives                   | | Les Sociaux-démocrates, qui disposaient d'une majorité relative, remportent cette fois la majorité absolue. Ils conservent ainsi le pouvoir qu'ils exercent depuis 1932. Tage Erlander demeure premier ministre. |
| 27 septembre       | Maldives           | Présidentielle                 | Cette élection fait suite au référendum du mois de mars en faveur de l'instauration d'une république. Le scrutin prend la forme d'un plébiscite : le Parlement choisit un unique candidat, et demande aux citoyens de l'approuver. | La candidature d'Ibrahim Nasir (sans étiquette ; progressiste, autoritaire), le Premier ministre sortant, est approuvée par 97,2 % des votants. La république est proclamée le 11 novembre, mettant fin au sultanat. |
| 22 et 29 septembre | Guinée équatoriale | Législatives et présidentielle | Ces élections préparent cette colonie espagnole à l'indépendance. Les élections législatives ont lieu en un seul tour ; l'élection présidentielle, en deux.                                                                        | Assemblée sans majorité. Les partis Mouvement de libération nationale et Mouvement d'unité nationale terminent en tête avec chacun dix sièges sur trente-cinq. C'est toutefois Francisco Macías Nguema, le candidat du parti Idée populaire, qui remporte l'élection présidentielle, avec 62,4 % des voix au second tour face à Bonifacio Ondo Edu (MUN), chef franquiste du gouvernement sortant. Le pays devient indépendant le mois suivant, et devient peu à peu une dictature extrêmement brutale. Bonifacio Edu est rapidement assassiné sur ordre du président Macías. Il n'y a plus eu d'élection libre et démocratique depuis cette date. |

### Octobre
| Date       | Pays     | Élections    | Contexte | Résultats |
| ---------- | -------- | ------------ | --- | --- |
| 16 octobre | Irlande  | Référendums  | Deux propositions d'amendements constitutionnels sont soumises à l'approbation des citoyens. L'une vise à réformer le mode de tracé des circonscriptions électorales ; l'autre, à remplacer le système électoral de représentation proportionnelle par un scrutin uninominal majoritaire à un tour lors des élections législatives. | Les deux propositions sont rejetées, chacune séparément par 60,8 % des votants. |
| 23 octobre | Transkei | Législatives | Le Transkei est un bantoustan, un État autonome créé par le régime de l'apartheid pour exclure la population noire du reste de l'Afrique du Sud. Une majorité des sièges sont réservés pour des chefs autochtones. | Le Parti de l'indépendance nationale remporte la majorité absolue des sièges élus par les citoyens, et conserve la très grande majorité des sièges réservés aux chefs, conservant donc la majorité absolue d'ensemble des sièges. Kaiser Matanzima demeure ministre-en-chef. |

### Novembre
| Date        | Pays       | Élections                      | Contexte | Résultats |
| ----------- | ---------- | ------------------------------ | --- | --- |
| 5 novembre  | États-Unis | Législatives et présidentielle | Ces élections se déroulent dans un contexte de manifestations pacifistes contre la guerre du Viêt Nam. Elles font suite par ailleurs aux émeutes qui ont suivi l'assassinat de Martin Luther King, Jr.. | Alternance à la présidentielle. Le Parti démocrate (centre-gauche) conserve la majorité absolue des sièges dans les deux chambres du Congrès. C'est toutefois le candidat républicain Richard Nixon (droite) qui remporte l'élection présidentielle, avec 43,4 % des suffrages populaires et 55,9 % des voix des grands électeurs, face notamment au candidat démocrate Hubert Humphrey. |
| 15 novembre | Grèce      | Référendum                     | Ce référendum fait suite au coup d'État militaire d'avril 1967. Les Grecs sont appelés à approuver une nouvelle Constitution qui rend les forces armées indépendantes de tout contrôle gouvernemental ou parlementaire. C'est la « dictature des colonels ». Voter est obligatoire. Faire campagne en faveur du « non » n'est pas autorisé. | La Constitution est approuvée officiellement par 92,1 % des votants. |

### Décembre
| Date         | Pays       | Élections                      | Contexte | Résultats |
| ------------ | ---------- | ------------------------------ | --- | --- |
| 1er décembre | Venezuela  | Législatives et présidentielle | | Congrès sans majorité. Alternance à la présidentielle. Le parti Action démocratique (gauche) conserve la majorité relative dans les deux chambres du Congrès, mais perd la présidence de la République. Rafael Caldera (Parti social-chrétien : centre-droit) est élu président avec 29,1 % des voix, face à cinq autres candidats dont Gonzalo Barrios (le candidat d'Action démocratique), qui remporte 28,2 % des suffrages. C'est la première alternance démocratique paisible dans l'histoire du pays.                    |
| 15 décembre  | Luxembourg | Législatives                   | | Parlement sans majorité. Le Parti populaire chrétien-social (centre-droit) conserve la majorité relative des sièges. Il met fin à son entente avec les socialistes, et forme un gouvernement de coalition avec le Parti démocratique (libéral, centre-droit). Pierre Werner demeure premier ministre. |
| 16 décembre  | Guyana     | Législatives                   | Les élections sont entachées de fraude électorale en faveur du gouvernement.                                             | Le parti Congrès national populaire (socialiste, soutenu principalement par la communauté noire), au pouvoir avec jusque-là une majorité relative des sièges, remporte cette fois la majorité absolue. Forbes Burnham demeure premier ministre. |
| 19 décembre  | Zambie     | Législatives et présidentielle | Premières élections depuis l'indépendance du pays en 1964. (Les précédentes avaient eu lieu juste avant l'indépendance.) | Malgré des actes de violences qui visent à empêcher des candidatures d'opposition dans une partie du pays, le gouvernement subit un recul. Le Parti national unifié pour l'indépendance (socialisme africain) conserve néanmoins une large majorité des sièges, tandis que le président sortant Kenneth Kaunda (PNUI) remporte l'élection présidentielle avec 81,8 % des voix, face à Harry Nkumbula (Congrès national africain : gauche). La Zambie devient un État à parti unique en amont des prochaines élections en 1973. |